# Etex Group
Etex Group S.A. er en belgisk producent af byggematerialer som fibercement, gipsplader og isolering. Holdingselskabet Etex Group S.A. har hovedkvarter i Bruxelles.
Virksomheden har kendte mærker i sortiment som: Etex, Equitone, Cedral, Eternit, Promat, Gyplac, Ursa, Kalsi, Durlock, Siniat og Skamol. Siden 2020 er Etex Group medlem af FN's Global Compact. Virksomheden blev etableret i 1905. I 2022 havde de 13.500 ansatte og en omsætning på 3,7 mia. euro.